# جيلفيداس بيروتا
جيلفيداس بيروتا مواليد 10 أكتوبر 1991 في يونافا، ليتوانيا، هو لاعب كرة سلة ليتواني. بدأ مسيرته الاحترافية في سنة 2015. يلعب في الدوري الإيطالي لكرة السلة الدرجة الثانية. يحمل الرقم 7. يبلغ طوله 6 قدم 8 بوصة (2.0 م). لعب مع نادي نبتونس لكرة السلة في الدوري الليتواني لكرة السلة.

## روابط خارجية
- جيلفيداس بيروتا على موقع الاتحاد الدولي لكرة السلة (الإنجليزية)
- جيلفيداس بيروتا على موقع كرة السلة الأوروبية.كوم (الإنجليزية)
- جيلفيداس بيروتا على موقع كلية كرة السلة في سبورتس رفرنس.كوم (الإنجليزية)
- جيلفيداس بيروتا على موقع ريلجم (الإنجليزية)
- جيلفيداس بيروتا على موقع بروبوليرز (الإنجليزية)
- جيلفيداس بيروتا على موقع سبورتس رفرنس (الإنجليزية)